# Bulbophyllum decaryanum
Bulbophyllum decaryanum là một loài phong lan thuộc chi Bulbophyllum.